# Zrostnik

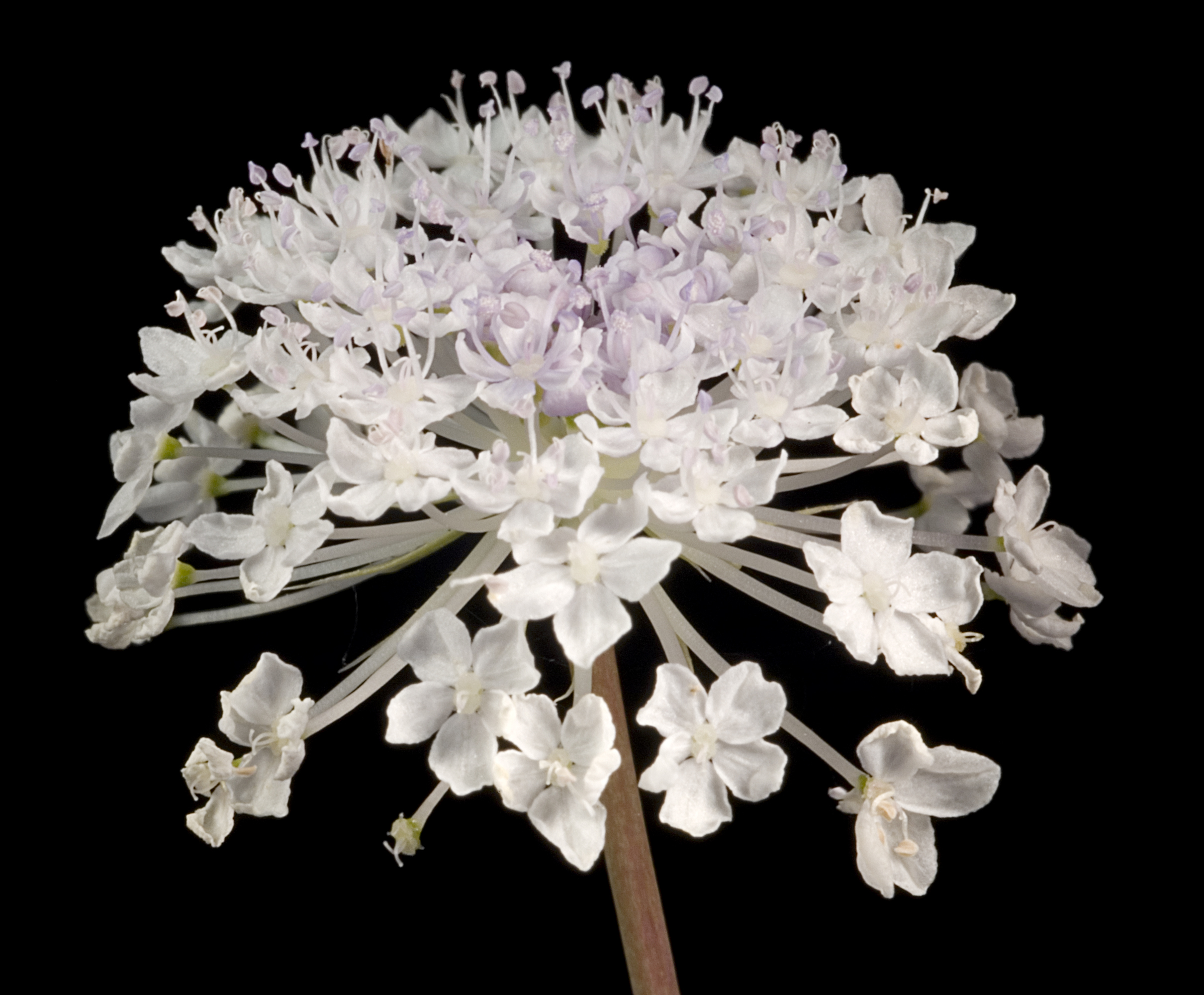
Trachymene grandis

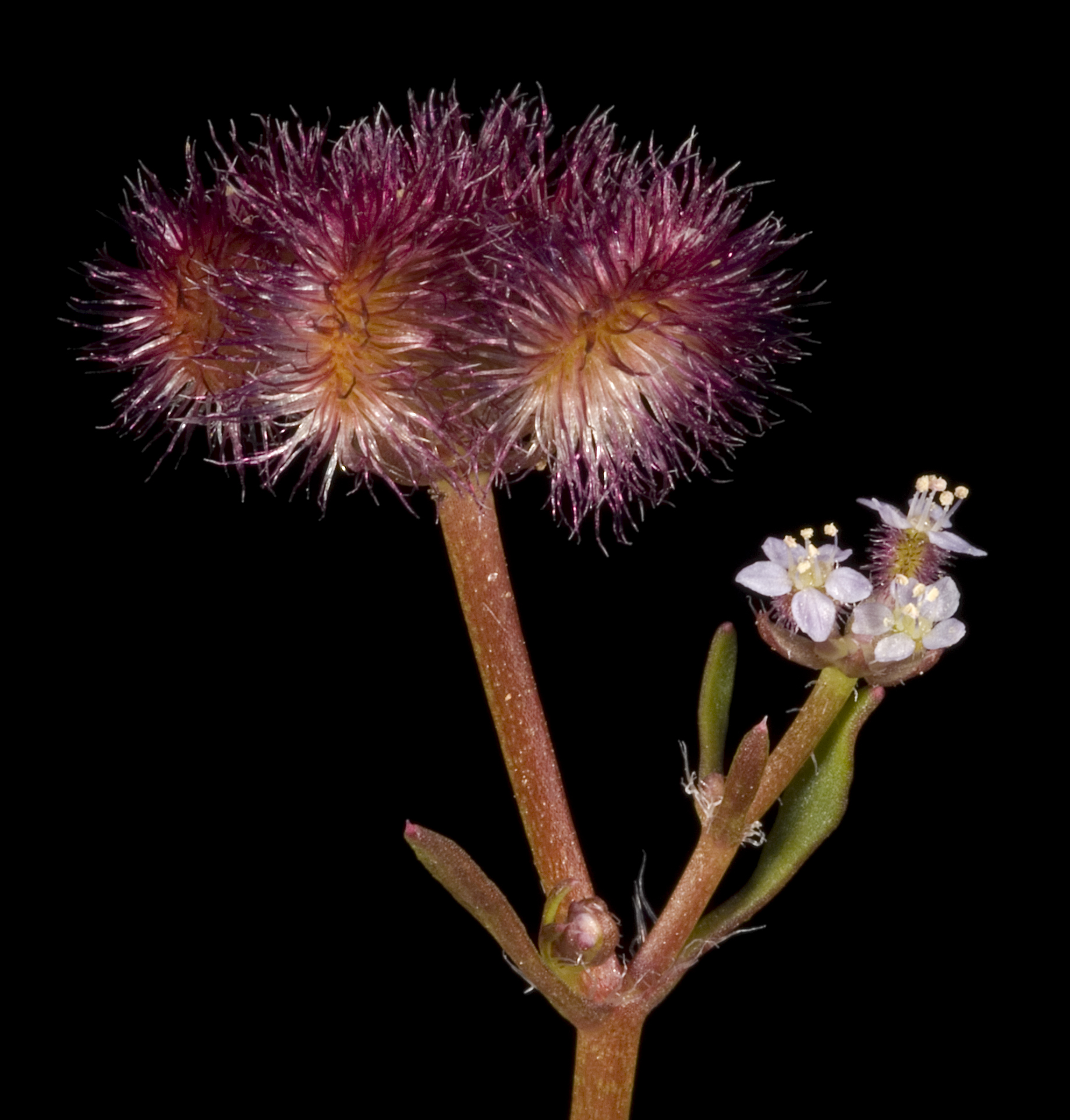
Trachymene cyanopetala

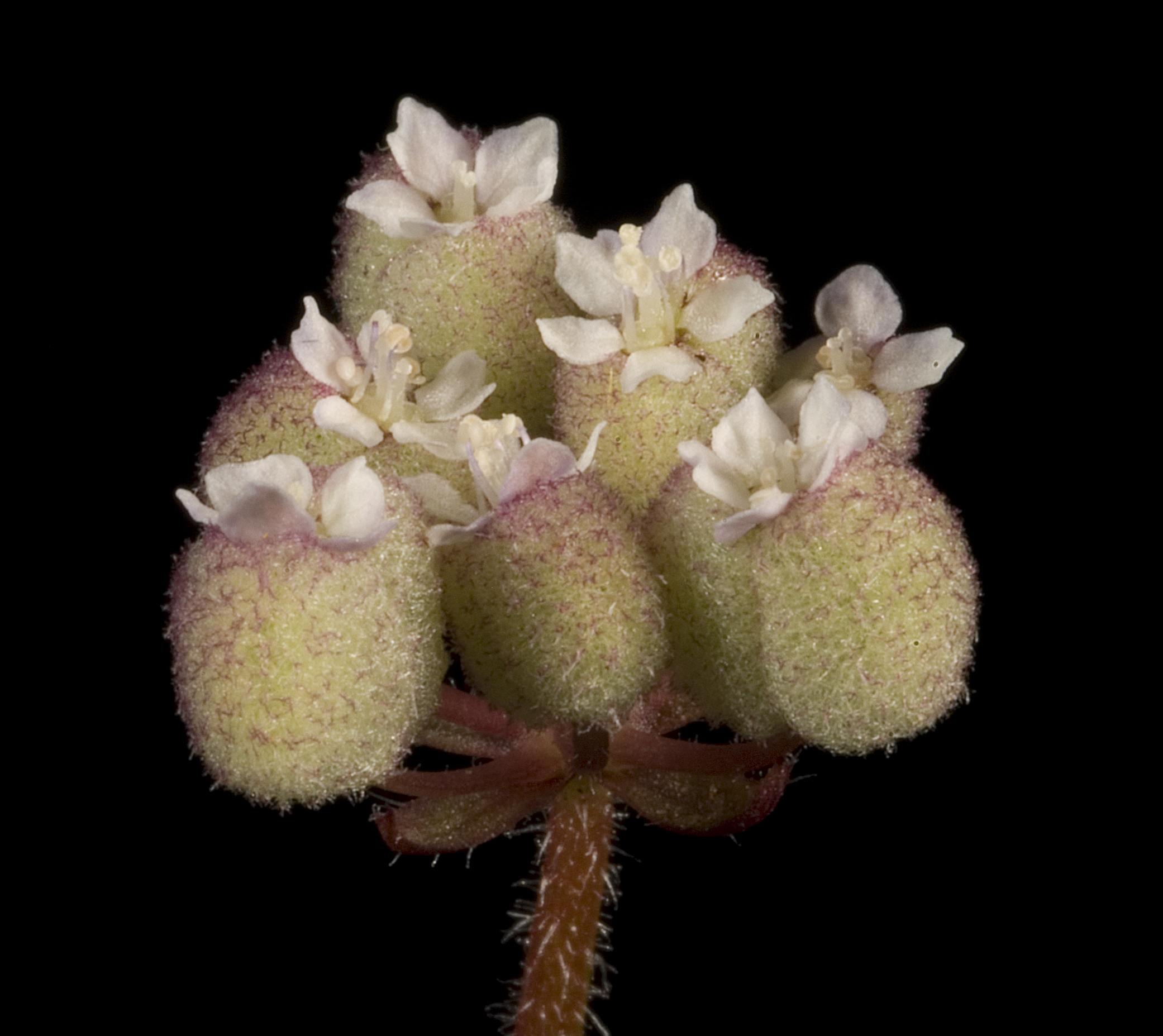
Trachymene ornata

Zrostnik, dwutarcznik (Trachymene Rudge) – rodzaj roślin z rodziny araliowatych (Araliaceae), dawniej włączany do selerowatych (Apiaceae). Obejmuje około 45–56 gatunków. Występują one na obszarze od południowo-wschodniej Azji po wyspy Oceanii (na wschodzie po wyspy Fidżi). Centrum zróżnicowania znajduje się w Australii, gdzie rośnie 35–39 gatunków. Rośliny siedlisk suchych, niezalesionych, rozwijające się często po pożarach. Znaczenie użytkowe ma zrostnik błękitny Trachymene coerulea uprawiany jako ozdobna roślina jednoroczna o jasnofioletowych kwiatach (wyhodowano także odmiany o kwiatach różowych i białych).

## Morfologia
PokrójByliny, rośliny dwuletnie i jednoroczne, w tym także efemerydy, o pędzie prosto wzniesionym i osiągającym do 30 cm wysokości, nagim, rzadko owłosionym lub czasem kreskowanym. Korzeń palowy cienki lub tęgi.
LiścieOdziomkowe lub łodygowe, ogonkowe, pojedyncze lub trójdzielnie podzielone, odcinki z reguły wąskie.
KwiatyZebrane w koliste, pojedyncze baldachy, wsparte licznymi przysadkami. Działki kielicha drobne. Korona barwy różowej, białej lub niebieskiej, tworzona jest przez 5 wolnych płatków, z których te skierowane na zewnątrz baldacha są większe od tych skierowanych do jego środka. Pręcików 5. Zalążnia dolna, dwukomorowa, w każdej z komór z pojedynczym zalążkiem. Szyjki słupka dwie.
OwoceRozłupnia rozpadająca się na dwie rozłupki, spłaszczone, owalne lub koliste, z 5 żebrami.

## Systematyka
Pozycja systematyczna
Rodzaj z podrodziny Hydrocotyloideae z rodziny araliowatych Araliaceae.
Wykaz gatunków (lista niepełna, tylko taksony australijskie)
- Trachymene anisocarpa (Turcz.) B.L.Burtt
- Trachymene bialata (Domin) B.L.Burtt
- Trachymene ceratocarpa (W.Fitzg.) Keighery & Rye
- Trachymene coerulea Graham – zrostnik błękitny[5]
- Trachymene croniniana (F.Muell.) T.Durand & B.D.Jacks.
- Trachymene cyanopetala (F.Muell.) Benth.
- Trachymene dendrothrix Maconochie
- Trachymene didiscoides (F.Muell.) B.L.Burtt
- Trachymene dusenii (Domin) F.M.Bailey
- Trachymene elachocarpa (F.Muell.) B.L.Burtt
- Trachymene glaucifolia (F.Muell.) Benth.
- Trachymene grandis (Turcz.) Rye
- Trachymene microcephala (Domin) B.L.Burtt
- Trachymene oleracea (Domin) B.L.Burtt
- Trachymene ornata (Endl.) Druce
- Trachymene pavimentum M.D.Barrett & R.L.Barrett
- Trachymene pilbarensis Rye
- Trachymene pilosa Sm.
- Trachymene platyptera Bunge
- Trachymene pyrophila Rye
- Trachymene rotundifolia (Benth.) Maconochie